# Internationale Konferenz über die Beseitigung radioaktiver Abfallprodukte
Die Internationale Konferenz über die Beseitigung radioaktiver Abfallprodukte (auch: Internationale Konferenz 1959 in Monaco) war eine Veranstaltung nach der zweiten Atomkonferenz in Genf in Monaco vom 16. bis 21. November 1959.

## Hintergrund
Die Internationale Atomenergie-Organisation (kurz: IAEO oder IAEA) und die UNESCO organisierten diese Konferenz, um auf das Problem der Beseitigung von radioaktiven Abfällen bei gleichzeitig steigender Nachfrage danach zu diskutieren. Dabei wurden ca. 300 Wissenschaftler aus 32 Nationen in Diskussionen und Vorträgen zu den Erfahrungen der letzten 15 Jahren angehört.
Auf der Konferenz selbst wurde nicht von „Abfällen“ sondern von „Wertobjekten“ gesprochen, da die Möglichkeit einer Wiederverwendung als Strahlen- oder Wärmequelle nicht ausgeschlossen wurde.

## Ergebnis
Im Allgemeinen kam man am Ende der Konferenz zu dem Entschluss, dass es besser sei, radioaktive Produkte in fester Form oder in Behältern verschlossen, in künstlichen oder natürlichen Kavernen im Erdreich zu lagern. Allerdings konnte man auf Grund der Vielzahl der meteorologischen, hydrologischen und geologischen Besonderheiten der verschiedenen Länder keine einheitliche Lösung vorgeben.
Die Entsorgung im Meer (Meeresverklappung) schloss man jedoch nicht vollständig aus, bis auf die UdSSR.